# Siegénite
La siegénite est minéral sulfure de cobalt et de nickel de formule : (Ni,Co)3S4 et membre du groupe du thiospinelle. On la trouve sous forme de cristaux octaédriques opaques gris acier associée à d'autres sulfures.

## Découverte et occurrence
Elle a été décrite pour la première fois en 1850 pour une occurrence dans la mine Stahlberg à Müsen (de), Siegerland, Rhénanie-du-Nord-Westphalie, Allemagne et nommée d'après la localité. On la trouve dans des veines hydrothermales contenant des sulfures cuivre-nickel-fer en association avec la chalcopyrite, la pyrrhotite, la galène, la sphalérite, la pyrite, la millérite, la gersdorffite et l'ullmannite.
On la trouve dans plusieurs gisements à travers le monde, dont Brestovsko (hr) dans les montagnes bosniaques centrales de Serbie ; à Kladno en Tchéquie ; à Blackcraig, Kirkcudbrightshire en Écosse. Aux États-Unis, les occurrences comprennent la Mine La Motte dans le comté de Madison, la mine Buick, Bixby (en), comté d'Iron et la mine Sweetwater du comté de Reynolds dans la ceinture de plomb du Missouri. Au Canada, on la trouve dans la mine de Langis, zone Cobalt-Gowganda (en) en Ontario. En Afrique, on la trouve à Shinkolobwe, province du Katanga et à Kilembe (en) en Ouganda. Au Japon, elle a été rapportée dans la mine Kamaishi, Préfecture d'Iwate, et dans la mine Yokozuru, au nord de Kyūshū. En Australie, on la trouve également à Kalgoorlie en Australie-Occidentale et dans le gisement Brown à Batchelor (en), Territoire du Nord.